# Leonard Peter Schultz
Leonard Peter Schultz (Albion (Michigan), 1901-1986) was een Amerikaans ichtyoloog. 

## Biografie
Schultz studeerde biologie met specialisatie ichtyologie aan Albion College in zijn geboorteplaats Albion (Michigan), waaraan hij zijn diploma behaalde in 1924. In 1926 studeerde hij verder aan de Universiteit van Michigan, en in 1932 aan de Universiteit van Washington. Van 1928 tot 1936 doceerde hij aan het College of Fisheries van de Universiteit van Washington. Hij werd benoemd tot assistent-conservator van de afdeling Vissen van Smithsonian Institution. Hier bleef hij tot zijn pensioen in 1968. Ook tijdens zijn pensioen bleef hij verder werken. 
Hij was een van de wetenschappers die voor de United States Navy aan Operation Crossroads werkte, een reeks kernproeven. Het werk werd uitgevoerd in 1946 op het Bikini-atol. Afgezien van zijn werk dat direct samenhing met de atoombomtesten, verzamelde Schultz een scala aan planten en dieren op de Marshalleilanden. Een jaar later keerde hij daar terug en verzamelden er nog meer soorten voor zijn flora- en faunacollectie.
Tussen 1958 en 1967 besteedde hij veel tijd aan het bestuderen van haaienaanvallen. Dit werk was deels in opdracht van de United States Navy en bedoeld om incidenten met haaien verminderen. Hij beheerde het International Shark Attack File. Hierin worden gegevens van haaienaanvallen verzameld. Dit gegevensbestand wordt nog steeds bijgebouden.
Schultz publiceerde een reeks artikels en boeken. Hij stierf in 1986. 
- Bibsys: 90187884
- Bibliothèque nationale de France: cb12284520d (data)
- CiNii: DA0760462X
- Gemeinsame Normdatei: 174076215
- International Standard Name Identifier: 0000 0001 1005 8810
- Library of Congress Control Number: n83121399
- Nationale Bibliotheek van Tsjechië: jx20060505011
- Nationale bibliotheek van Australië: 36483548
- Nationale Bibliotheek van Israël: 987007267859505171
- Nationale Bibliotheek van Polen: a0000002231341
- Nederlandse Thesaurus van Auteursnamen: 155489267
- Réseau des bibliothèques de Suisse occidentale: 02-A003809309
- SNAC: w66273mb
- Système universitaire de documentation: 03167500X
- Virtual International Authority File: 113292117
- WorldCat: E39PBJbM6BjG483QDfgyFJxqwC